# Kuna żółtogardła
Kuna żółtogardła (Martes flavigula) – gatunek ssaka drapieżnego z rodziny łasicowatych. Występuje w wilgotnych lasach strefy umiarkowanej we wschodniej Azji.

## Opis
Średniej wielkości drapieżnik, o maści futra od pomarańczowo-żółtej do ciemnobrązowej, futro na gardle umaszczenia żółtego. Długość ciała wynosi od 40 do 60 cm, długość ogona 38 – 43 cm. Uszy nisko osadzone i zaokrąglone.  

## Występowanie
Kuna żółtogardła jako jedyny gatunek z rodzaju Martes zamieszkuje w lasach tropikalnych jak i w subtropikalnych. Występuje na terenach do 3000 m n.p.m.. Jej obecność została stwierdzona w wilgotnych lasach strefy umiarkowanej w Himalajach, Azji Południowo-Wschodniej, na dalekim wschodzie Rosji oraz na półwyspie Koreańskim.    
Według Czerwonej księgi gatunków zagrożonych IUCN kuna żółtogardła zamieszkuje następujące państwa: Bangladesz, Bhutan, Brunei, Kambodża, Chiny, Indie, Indonezja, Korea Północna, Korea Południowa, Laos, Malezja, Mjanma, Nepal, Pakistan, Rosja, Tajwan, Tajlandia i Wietnam.   

## Zachowanie
Kuna żółtogardła jest gatunkiem samotniczym, jedynie samice przez okres trzech do czterech miesięcy żyją razem z młodymi. Kuny żółtogardłe najprawdopodobniej kopulują w sierpniu, a potomstwo rodzi się w kwietniu. Ich dieta składa się z gryzoni, jaj ptaków, żab, owadów. Również żywią się miodem i owocami, są również uważane za ważne źródło rozprzestrzeniania nasion.

## Podgatunki
Wyróżniono dziewięć podgatunków:
- M. flavigula borealis
- M. flavigula chrysospila
- M. flavigula flavigula
- M. flavigula hainana
- M. flavigula henrici
- M. flavigula indochinensis
- M. flavigula peninsularis
- M. flavigula robinsoni – kuna jawajska
- M. flavigula saba

## Status
Kuna żółtogardła przez IUCN została uznana za gatunek najmniejszej troski (LC). Pomimo znacznego zjawiska karczowania lasów, uważa się, że gatunek może przetrwać w zachowanych lasach oraz we wtórnych drzewostanach. Na Syberii i w Korei stanowi ona zwierzynę z której pozyskuje się futra, ze względu na nieprzyjemny zapach mięso kuny nie jest przeznaczane do spożycia.